# Antonio Salandra
Antonio Salandra (13 de agosto de 1853 en Troia, Provincia de Foggia- 9 de diciembre de 1931 en Roma) fue un político conservador italiano que ocupó el cargo de primer ministro de Italia entre 1914 y 1916. Se graduó en la Universidad de Nápoles en 1875 y luego se convirtió en instructor y profesor en la Universidad de Roma.
Sucedió al frente del Consejo de Ministros a la principal figura de la política italiana de principios del siglo XX, Giovanni Giolitti, en marzo de 1914. Para entonces ya era un reputado jurista, profesor de derecho constitucional en la Universidad de Roma, que había sido tres veces ministro.

## Trabajos y libros escritos
- Il divorzio in Italia, Roma, Forzani e C., 1882
- Codice della giustizia amministrativa, Torino, Unione tipografica editrice, 1893
- Tratto della giustizia amministrativo, 1904
- La politica nazionale e il Partito liberale, Milano, Treves, 1912
- Lezioni di diritto amministrativo, dos volúmenes, 1912
- Corso di diritto amministrativo, Roma, Athenaeum, 1915
- Politica e legislazione. Saggi, Bari, Laterza & Figli, 1915
- Il discorso contro la malafede tedesca, 1915
- I discorsi della guerra. Con alcune note, Milano, Treves, 1922
- La neutralità italiana, 1914. Ricordi e pensieri, Milano, Mondadori, 1928
- L'intervento. 1915. Ricordi e pensieri, Milano, Mondadori, 1930
- Benemerenze e direttive del partito liberale, Lucera, Scepi, 1944
- Memorie politiche. 1916-1925, Milano, Garzanti, 1951; Reggio Calabria, Parallelo 38, 1975
- Il diario di Salandra, Milano, Pan, 1969
- Discorsi parlamentari, 3 vol. Roma, C. Colombo, 1969
- I retroscena di Versailles, Milano, Pan, 1971

| Predecesor: Giovanni Giolitti                         | Presidente del Consejo del Reino de Italia 1914-1916 | Sucesor: Paolo Boselli     |
| Predecesor: Antonino Paternò-Castello di San Giuliano | Ministro de Relaciones Exteriores de Italia 1914     | Sucesor: Sidney Sonnino    |
| Predecesor: Pietro Vacchelli                          | Ministro de Economía de Italia 1906                  | Sucesor: Fausto Massimini  |
| Predecesor: Paolo Carcano                             | Ministro del Tesoro de Italia 1909-1910              | Sucesor: Francesco Tedesco |